# 豚尾葉猴
豚尾葉猴（学名：Simias concolor），又名豬尾葉猴，是一種大型的舊世界猴，其种加词“concolor”意为“同色的”。其長臂卻很適合攀樹。牠們的毛皮呈黑褐色，面上無毛而呈黑色。牠們是疣猴亞科下唯一尾巴較短的，尾巴只有15厘米長。牠們的吻短及指向上。牠們約長50厘米及重7公斤。牠們以往與長鼻猴一同被分類在長鼻猴屬中。
豚尾葉猴只生活在明打威群島中，尤其是在北巴蓋及南巴蓋。牠們是日間活動及棲於樹上的，很少會走到地上。牠們以細小的群族生活，成員約有3-8隻，包括一隻雄猴、一隻或以上的雌猴及牠們的幼猴。牠們主要吃葉子、果實及草莓。有關其繁殖的資料不詳。